# 불편해도 괜찮아
《불편해도 괜찮아》는 매주 토요일 저녁 6시 55분에 KBS 1TV에서 방송하는 한국방송공사의 교양 프로그램이다.

## 기획의도
전 지구적으로 닥친 기후변화 재난 프로그램